# Litauens riksvapen

Litauens statsvapen

Vapnet som används av Litauens president.

Litauens riksvapen bär namnet Vytis (förföljaren), även översatt till ”den vite riddaren” är ett av de äldsta europeiska vapnen. Dagens vapen är fastslaget i den litauiska författningens femtonde artikel och antogs 1992 i en folkomröstning. Skölden riddaren håller i föreställer den jagellonska ättens släktvapen: på blått ett patriarkalkors i guld.
Vapnet har en variant används av Litauens president; riksvapnet med två sköldhållare, en grip och en enhörning.

## Källa
- Sužiedėlis, Saulius (2011) (på engelska). Historical dictionary of Lithuania. Historical dictionaries of Europe ; no. 80 (2. ed.). Lanham, Md.: Scarecrow Press. Libris 12156831. ISBN 978-0-8108-4914-3